# Miles Aldridge

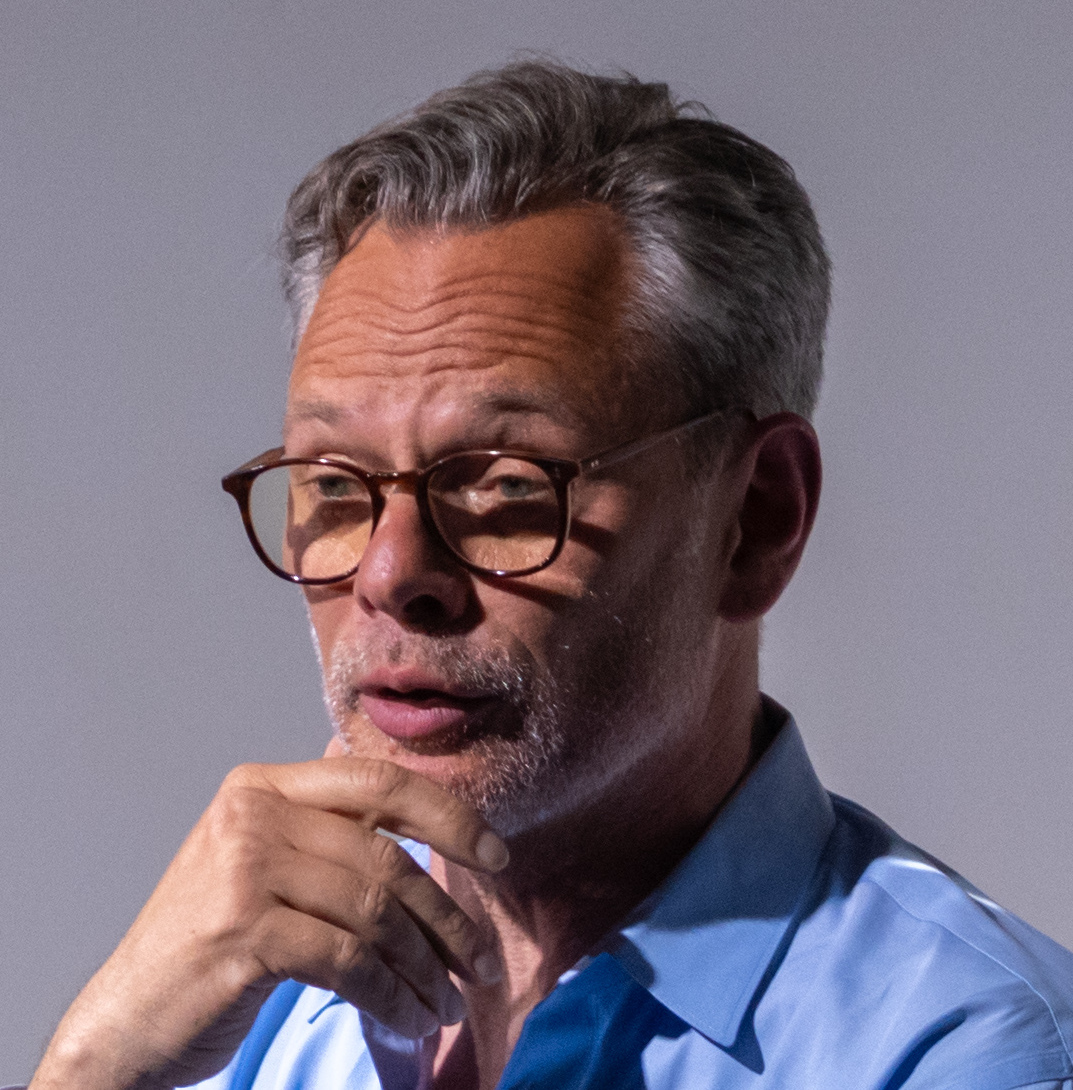
Miles Aldridge

Miles Aldridge (* 1964 in London) ist ein britischer Fotograf.

## Leben
Aldridge wurde als Sohn des Grafikdesigners Alan Aldridge und seiner Frau Rita geboren. Er ist der Halbbruder der Models Lily und Ruby Aldridge. Freunde seiner Eltern waren berühmte Künstler wie John Lennon, Eric Clapton und Elton John, denen er daher schon früh begegnete. Von dem prominenten Fotografen Lord Snowdon wurde er in seiner Kindheit gemeinsam mit seinem Vater porträtiert. Als Aldridge 12 Jahre alt war, trennte sich sein Vater von der Familie und zog nach Los Angeles um. Er selbst blieb bei seiner Mutter in London.
Miles Aldridge begann zunächst Illustration am Central Saint Martins College of Art and Design zu studieren, um seinem Vater zu folgen, der Cover etwa für The Who und Elton John entworfen hatte. Aldridge änderte diesen Karriereplan allerdings bald und befasste sich zunächst drei Jahre mit dem Drehen von Musikvideos. Über seine damalige Freundin kam er in Kontakt mit der britischen Vogue und begann in der Mitte der 1990er als Mode-Fotograf tätig zu werden.

## Werk
Miles Aldridge fotografierte Titelseiten für Modemagazine, arbeitete für verschiedene Publikationen wie das New York Times Magazine und Harper’s Bazaar sowie für Modedesigner, z. B. Karl Lagerfeld, Giorgio Armani und Yves Saint Laurent. Außerdem arbeitete er als Werbefotograf für große Unternehmen wie Longchamp, Lavazza und Mercedes. In der Wochenzeitung Die Zeit wurde sein Stil wie folgt charakterisiert: Er liebe das Grelle und Überzeichnete und zelebriere einen „Kult um die Künstlichkeit“. Werke von Aldridge befinden sich im Bestand des National Portrait Gallery, des Victoria and Albert Museum und des International Center of Photography.

## Ausstellungen (Auswahl Einzelausstellungen)
- 2019: Miles Aldridge; Screenprints, Polaroids and Drawings, Christophe Guye Galerie, Zürich
- 2018: Miles Aldridge Art History, Reflex Gallery, Amsterdam
- 2018: Miles Aldridge - Dazzling Beauty, Galerie Frank Fluegel, Nürnberg
- 2017: Miles Aldridge (after), Lyndsey Ingram, London
- 2016: Please return Polaroid, Steven Kasher Gallery, New York
- 2016: Please return Polaroid, Lyndsey Ingram, London
- 2015: The Pure Wonder, Fahey/Klein Gallery, Los Angeles
- 2015: A Dazzling Beauty, OCA, São Paulo, Brasilien
- 2014: Miles Aldridge: The Age of Pleasure, Christophe Guye Galerie, Zurich
- 2014: One Black & White and Twenty Four Colour Photographs, Reflex Gallery, Amsterdam
- 2014: Miles Aldridge's Carousel: Lithograph and Screenprints, Drawings and Photographs, Sims Reed Gallery, London
- 2013: Miles Aldridge: I Only Want You to Love Me, Steven Kasher Gallery, New York
- 2013: Retrospective: I Only Want You to Love Me, Somerset House, London
- 2013: Short Breaths, Brancolini Grimaldi, London
- 2013: Carousel, Brancolini Grimaldi, London
- 2011: Ein Bild von einem Auto, Galerie der Stadt Sindelfingen, Sindelfingen
- 2010: 13 Women, Contributed – Studio for the Arts, Berlin
- 2010: New Work, Brancolini Grimaldi, London
- 2010: Kristen – As Seen by Miles Aldridge and Chantal Joffe, Galerie Alex, Amsterdam
- 2010: Lavazza 2010, Foundation Centre of Photography / Fundacja Centrum Fotografii, Polen
- 2009: Miles Aldridge, Colette, Paris
- 2009: Pictures for Photographs, Steven Kasher Gallery, New York
- 2009: Doll Face, Hamiltons, London
- 2008: Acid Candy, Galerie Alex, Amsterdam
- 2007: The Cabinet, Reflex Modern Art Gallery, Amsterdam

## Veröffentlichungen (Auswahl)
- 2016: (after Cattelan), Colour Pictures, London
- 2016: Please return Polaroid, Steidl, Göttingen, ISBN 978-3-95829-099-0
- 2014: Miles of Mac, Rizzoli, New York
- 2014: One Black & White and Nineteen Colour Photographs, Reflex, Amsterdam
- 2014: Miles Aldridge's Carousel, Sims Reed Gallery, London
- 2013: Miles Aldridge: I Only Want You To Love Me, Rizzoli International Publications
- 2012: Miles Aldridge: Other Pictures, Steidl, Göttingen, ISBN 978-3-86930-437-3
- 2010: Kristen: As seen by Miles Aldridge and Chantal Joffe, Reflex Editions, Amsterdam
- 2009: Pictures for Photographs, Steidl, Göttingen
- 2008: Acid Candy, Reflex Editions, Amsterdam
- 2006: The Cabinet, Reflex Gallery, Amsterdam